# Kenan Muslimović
Kenan Muslimović (* 13. Februar 1997 in Wien) ist ein österreichischer Fußballspieler bosnischer Abstammung.

## Karriere
Muslimović begann seine Karriere bei der SV Donau Wien. Nachdem er zuvor beim FC Stadlau und beim First Vienna FC 1894 gespielt hatte, kam er 2012 in die Akademie des FK Austria Wien. Die Saison 2013/14 verbrachte er in der Akademie des FC Admira Wacker Mödling.
Im September 2014 kehrte Muslimović zur Vienna zurück, wo er für die Zweitmannschaft in der 2. Landesliga zum Einsatz kam. Zur Saison 2015/16 wechselte er nach Italien zur U-19-Mannschaft von Novara Calcio. Nach nur einem halben Jahr verließ er Novara im Jänner 2016 und wechselte nach Bosnien und Herzegowina zum Erstligisten FK Mladost Doboj Kakanj. Sein einziges Spiel für Mladost Doboj Kakanj in der Premijer Liga absolvierte er im Mai 2016, als er am 28. Spieltag der Saison 2015/16 gegen den FK Sarajevo in der 66. Minute für Belmin Kobilica eingewechselt wurde.
Im Sommer 2016 wechselte Muslimović nach Serbien zum FK Novi Pazar. Mit Novi Pazar stieg er zu Ende der Saison 2016/17 als Tabellenletzter aus der SuperLiga ab. Daraufhin wechselte er zur Saison 2017/18 nach Deutschland zur fünftklassigen Zweitmannschaft des 1. FC Kaiserslautern. Für diese absolvierte er bis zur Winterpause elf Spiele in der Oberliga. Nach einem halben Jahr bei Kaiserslautern wechselte er im Jänner 2018 zur sechstklassigen Zweitmannschaft des SSV Jahn Regensburg. Zu Saisonende stieg er mit Jahn Regensburg II in die Bayernliga auf.
Nach einem Jahr bei Regensburg kehrte er im Jänner 2019 zu Mladost Doboj Kakanj zurück. Nach zehn Einsätzen in der Premijer Liga kehrte er zur Saison 2019/20 nach Deutschland zurück und wechselte zum fünftklassigen FC Pipinsried. In der Winterpause verließ er Pipinsried wieder. Im Februar 2020 wechselte er nach Bulgarien zum Erstligisten Lokomotive Plowdiw. In einem Jahr in Plowdiw kam er zu zwölf Einsätzen in der A Grupa, in denen er ein Tor erzielte. Im Jänner 2021 löste er seinen Vertrag bei Lok auf.
Daraufhin kehrte er im selben Monat nach Deutschland zurück und schloss sich dem Fünftligisten SV Donaustauf an. Für Donaustauf kam er insgesamt zu 20 Einsätzen, in denen er sieben Tore erzielte. Im Jänner 2022 verließ er den Verein. Im Februar 2022 kehrte der Stürmer nach über sechs Jahren im Ausland wieder nach Österreich zurück und wechselte zum viertklassigen DSV Leoben. Für Leoben spielte er zehn Mal in der Landesliga. Zu Saisonende stieg er mit den Steirern in die Regionalliga auf.
Zur Saison 2022/23 hätte er wieder nach Deutschland wechseln sollen, diesmal zur fünftklassigen SpVgg SV Weiden. Noch vor der Vertragsunterzeichnung – Muslimović verbrachte aus burökratischen Gründen mehrere Wochen zunächst als Gastspieler bei Weiden – zerschlug sich das Engagement Anfang Juli 2022 jedoch. Der Stürmer wechselte kurz darauf zu Weidens Ligakonkurrenten DJK Ammerthal. Für Ammerthal spielte er 22 Mal in der Bayernliga und erzielte sieben Tore. Nach der Saison 2022/23 verließ er den Klub wieder.
Zur Saison 2023/24 schloss er sich dem sechstklassigen SV Schwandorf-Ettmannsdorf an.